# زیارت کلیسای تادئوس
آیین زیارت کلیسای تادئوس آیینی مذهبی در قره‌کلیسا (کلیسای تادئوس) در آذربایجان غربی در ایران است، که ارمنی‌ها هر ساله از نقاط مختلف جهان به این مکان تاریخی که جزو میراث جهانی ثبت شده است می‌آیند، و این آیین را برگزار می‌کنند.

## ثبت جهانی
پروندهٔ آیین زیارت تادئوس مقدس به صورت مشترک بین کشورهای ایران و ارمنستان مطرح شد و داوران کمیته به اتفاق آرا با ثبت این آیین به عنوان میراث جهانی ناملموس بشری موافقت کردند.